# Костел Святого Станіслава (Старий Вишнівець)
Костел святого Станіслава — пам'ятка сакральної архітектури XVIII століття в селі Старий Вишнівець Кременецького району Тернопільської області.

## Розташування
Розташований на правому березі річки Горинь, навпроти князівського палацу Вишневецьких у селищі Вишнівець, з якого добре видно його руїни.

## Історія
Храм споруджено у 1757 році з ініціативи Яна Кароля Мнішека (1716—1759), котрий отримав Вишнівецькі володіння після згасання роду Вишневецьких. Від початку костел мав статус родинної святині Мнішеків. Костел висвятили на честь святого Станіслава, небесного покровителя Польщі.
Після 1832 року, коли російська адміністрація закрила кармелітський костел у Новому Вишнівці, саме храм у Старому Вишнівці став головним парафіяльним центром для римо-католицької громади околиць.

## Архітектурні риси
Костел має хрестоподібну основу. Збереглися фрагменти внутрішнього оздоблення, зокрема аркові галереї та сходи, які вели на хори. На фасаді відкритий напівзруйнований вхід, а з тильного боку у спеціальній ніші досі видно дерев'яне розп'яття Ісуса Христа. Усередині частково збереглися стінні розписи, зокрема у пресбітерії — залишки фрески XVIII століття із зображенням Пресвятої Трійці.
Наприкінці XIX століття в костелі зберігався шанований вірянами образ святого Антонія Падуанського, якого вважали чудотворним.
На території храму розташована триаркова мурована дзвіниця, в якій є пошкоджена скульптура, ймовірно, святого Станіслава. У підземеллі святині, ймовірно, поховані представники родини фундаторів.

## Сучасний стан споруди
Під час Другої світової війни, у 1944 році, костел сильно постраждав від пожежі, наслідки якої й досі помітні на стінах. За неперевіреними даними, це вчинили місцеві радянські партизани.
Після війни будівля поступово руйнувалася, оскільки реставраційні роботи не проводилися. Станом на сьогодні костел перебуває в аварійному стані — без даху, з частково втраченими конструктивними елементами.
У 2019 році волонтери благодійного фонду «Пам'ять і любов» під керівництвом Андрія Савчука розпочали роботи з відновлення цієї архітектурної пам'ятки.
Станом на 2025 рік споруда перебуває в стані глибокої руїни.

## Галерея

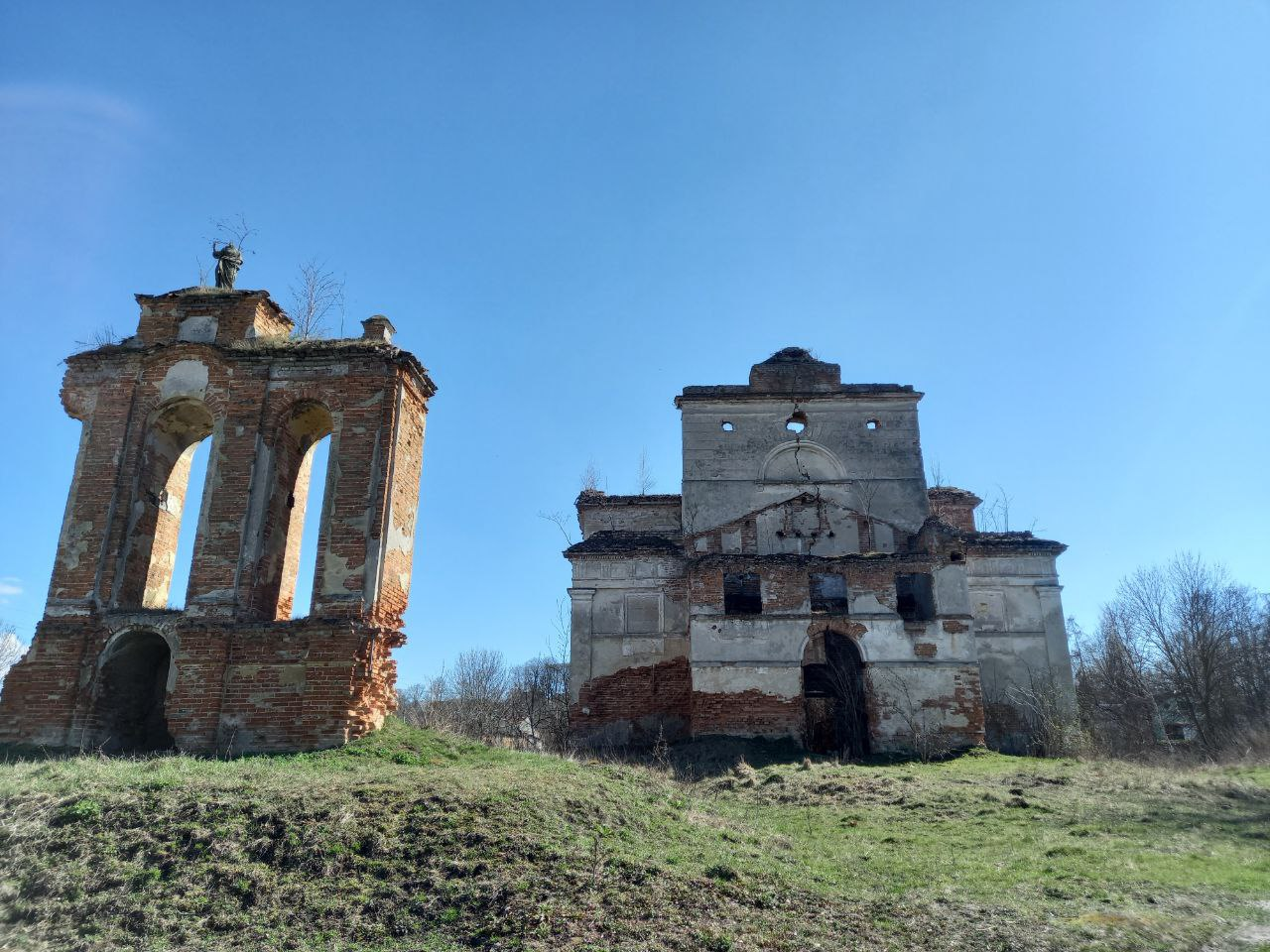
Центральний фасад
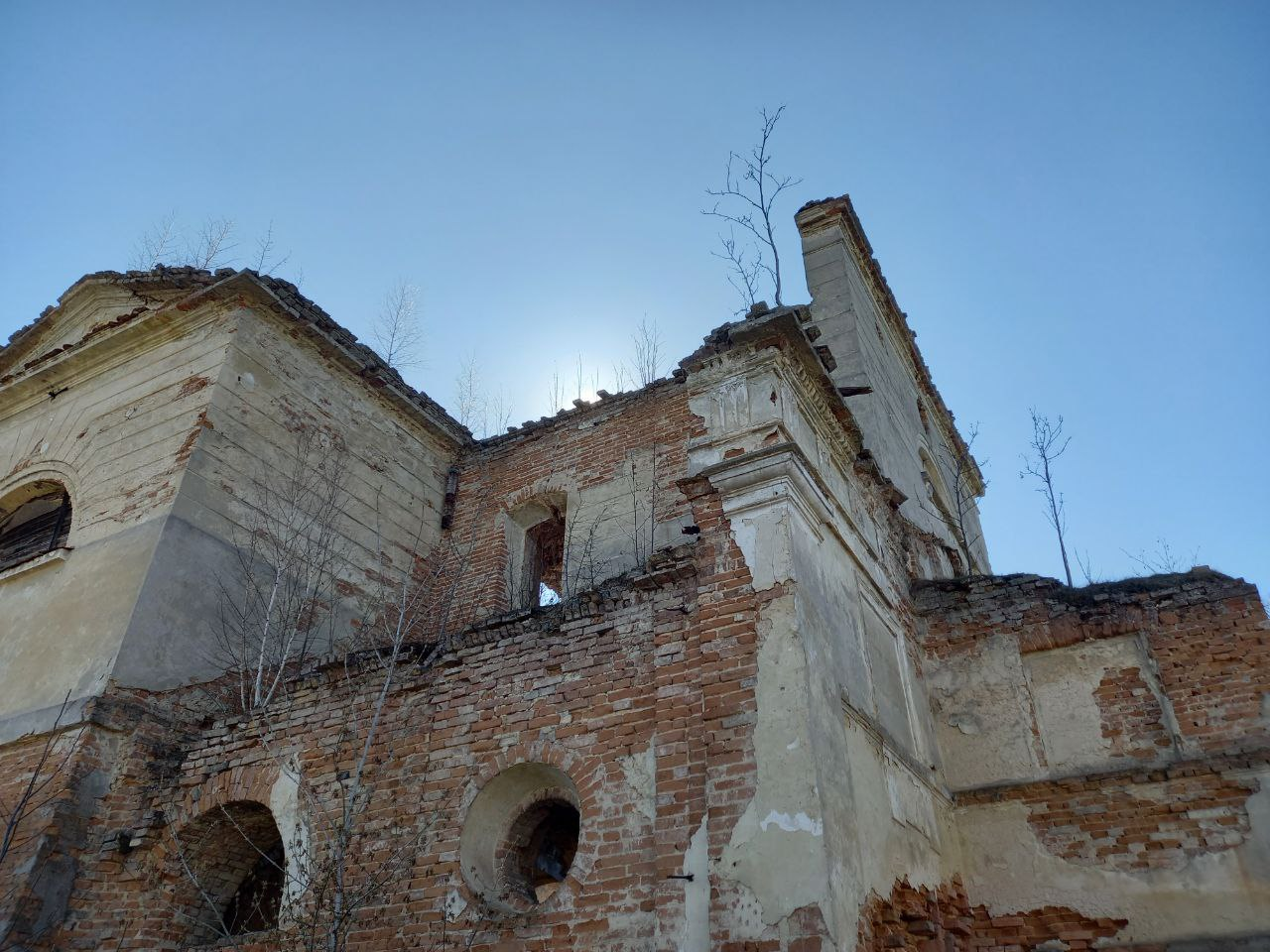
Східна сторона костелу
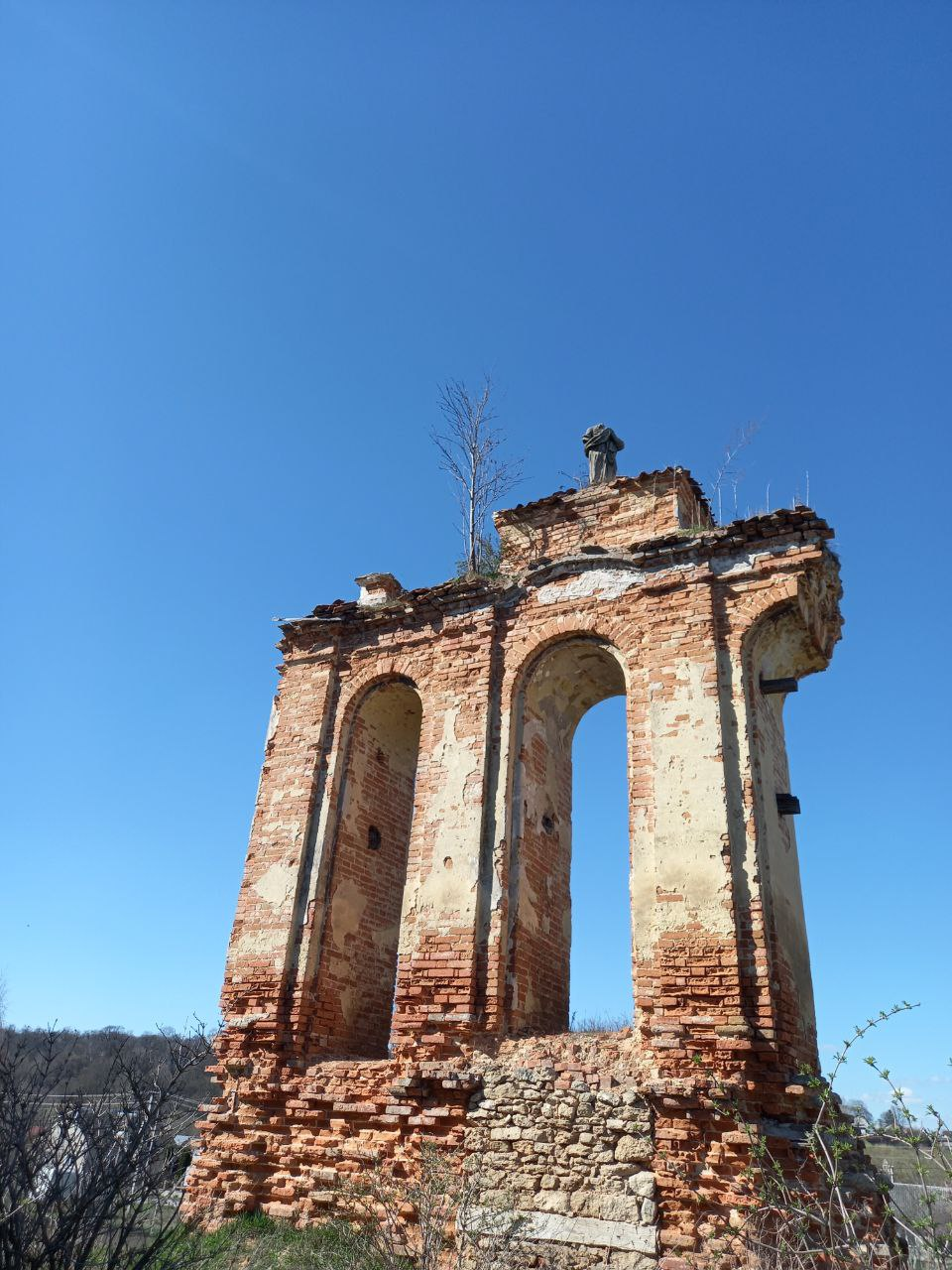
Дзвіниця костелу
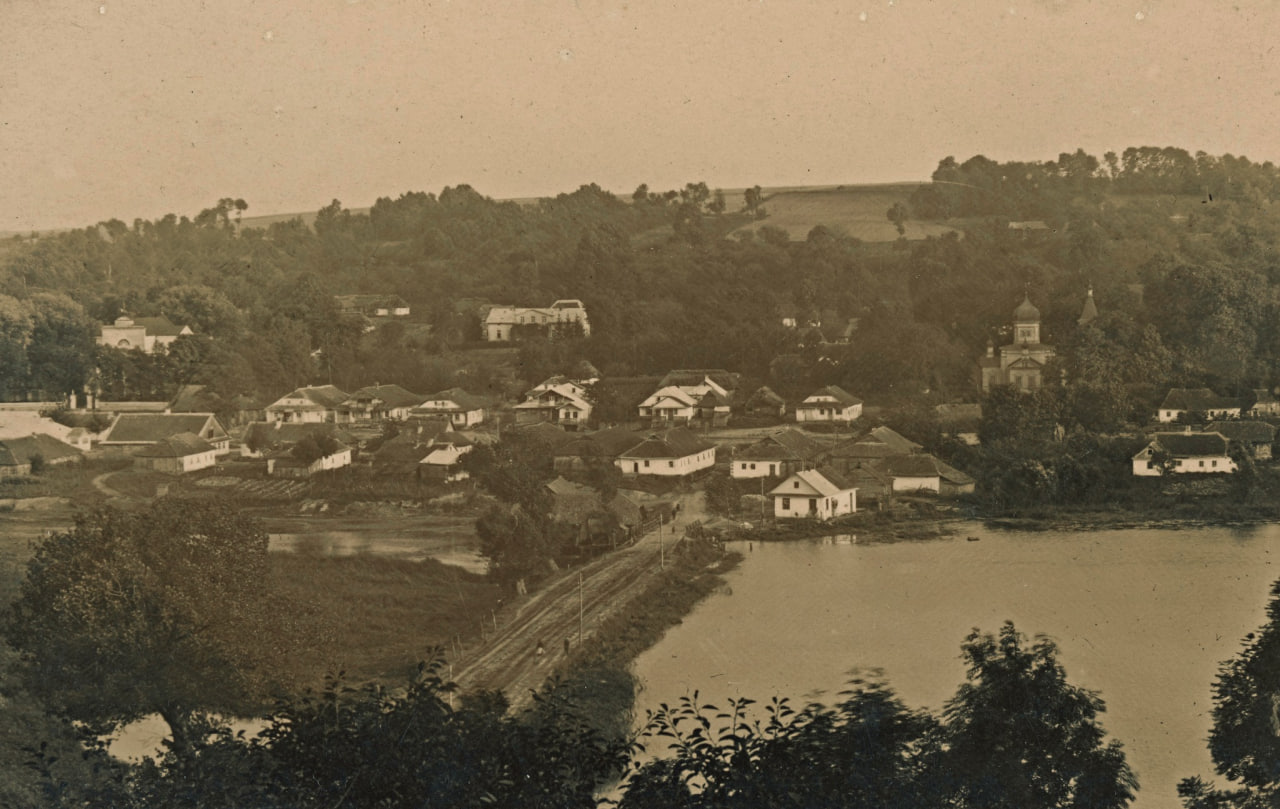
Село Старий Вишнівець, вид з боку Вишнівецького палацу, 1930-ті.